# メトロポール・オーケストラ
メトロポール・オーケストラ（オランダ語: Metropole Orkest、英語: Metropole Orchestra）は、オランダのポップスとジャズを基調とした、世界で最も規模が大きい全合奏団、混成オーケストラ。ジャズのビッグバンドと交響楽団を組み合わせ、52人の音楽家により構成される。多彩な音楽構成と「ダブル・リズムセクション」（1つはポップスとロック、1つはジャズ）を特徴とする。

## 歴史

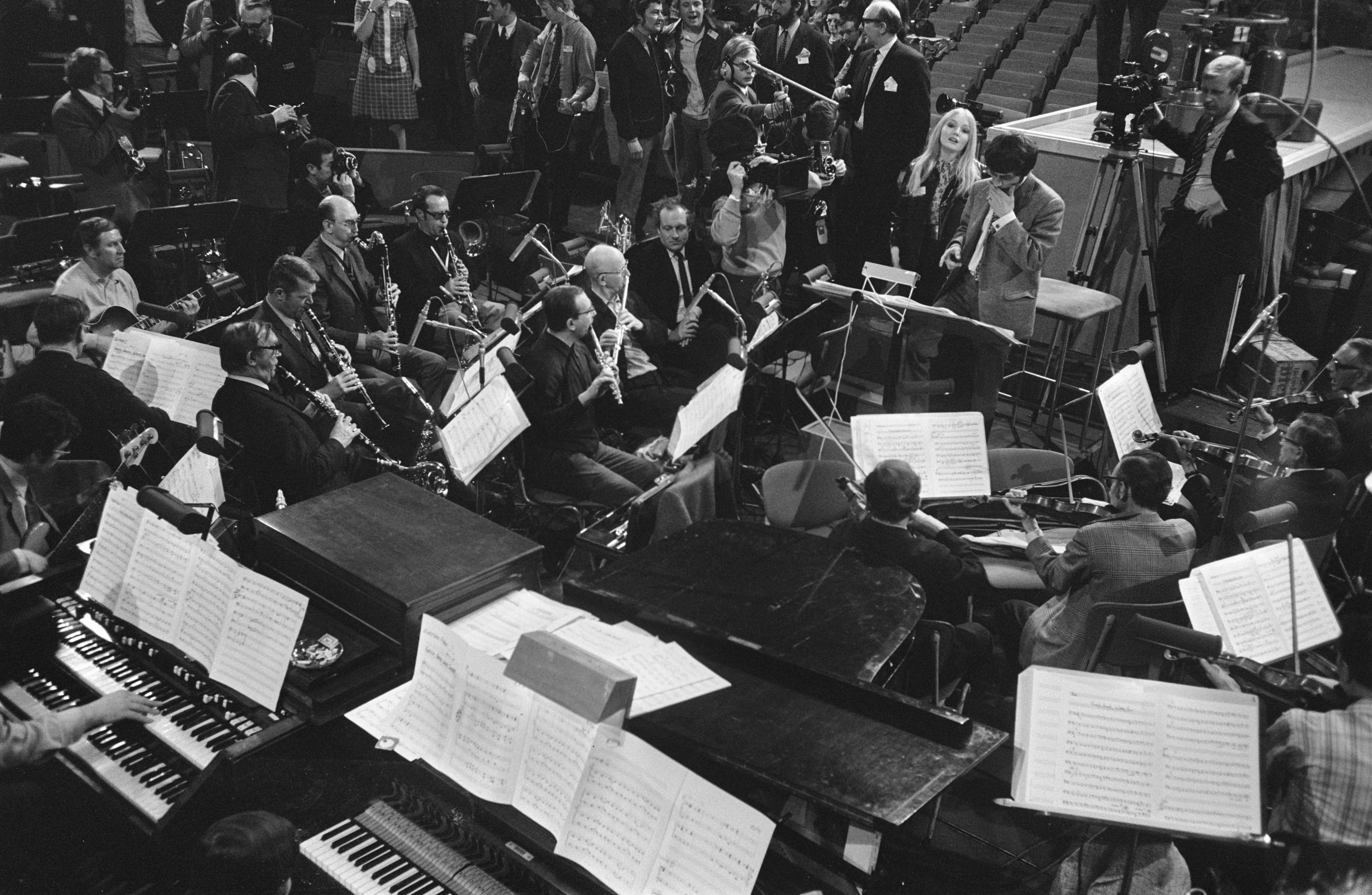
ユーロビジョンのリハーサル（1970年）

メトロポール・オーケストラは、オランダ公共放送からの強い要請によりドルフ・ヴァン・デル・リンデン(en)によって1945年に創設され、オランダ公共放送局による援助によって運営されているオーケストラ。以来、メトロポールは世界のオランダ文化の象徴となっている。グループの名前は1人の音楽家によって提唱された。オーケストラは、1980年に降板するまでの35年間を創設者のドルフ・ヴァン・デル・リンデンが率いた。その後任としてロジャー・ヴァン・オッテーロー(en)がオーケストラの指揮をしていたが、1988年に突然の悲報により、2005年までディック・バッカーにバトンが渡り、以降はヴィンス・メンドーザがオーケストラを引き継いだ。メンドーザは、オーケストラをより国際的な位置付けに引き上げ、彼は2013年8月にチーフの座をジュレス・バックレイ(en)に譲った。
メトロポール・オーケストラは、多くのTVとラジオ放送を通じてノース・シー・ジャズフェスティバルとイヤーリー・オランダ・フェスティバルで定期的な演奏をしていた。成長するオランダ映画産業とテレビ産業は、メトロポール・オーケストラに映画音楽のかなりの部分を任せている。2005年から2013年にかけて、ヴィンス・メンドーザとオーケストラはステージ、フェスティバルでの演奏、オランダ国内と国際的なアーティスト達とのレコーディングによって、4度のグラミー賞を受賞した。
ヨーロッパのラジオ放送は、メトロポール・オーケストラをBBCコンサート・オーケストラと、特にその管弦楽法がBBCラジオ・オーケストラ(en)に最もよく似ていると評している。
メトロポール・オーケストラの合奏法が、同じゲスト指揮者とソリストで演奏され、BBCコンサート・オーケストラや、BBCラジオ・オーケストラと同じアレンジをされており、その中で、メトロポール・オーケストラの特徴である、ワールドミュージックとクラシックジャズの脚色がほどこされている。
1年を通じて、オーケストラは他のアーティストの曲に取り組む。今日までに共演・共作した有名なアーティストには、エラ・フィッツジェラルド、ディジー・ガレスピー、アル・ジャロウ、ボノ、エルヴィス・コステロ、ウィズイン・テンプテーション、スナーキー・パピー、トッド・ラングレン、ベースメント・ジャックスがいる。

## オーケストラの編成
| - ファースト・ヴァイオリン | - ベース         | - オーボエ       |
| - セカンド・ヴァイオリン   | - ハープ         | - ホルン         |
| - ヴィオラ                 | - クラリネット   | - サクソフォーン |
| - チェロ                   | - ピアノ         | - トランペット   |
| - コントラバス             | - シンセサイザー | - トロンボーン   |
| - フルート                 | - ドラム         | - パーカッション |

## 首席指揮者
- ドルフ・ヴァン・デル・リンデン (en) 1945年-1980年
- ロジャー・ヴァン・オッテーロー (en) 1980年-1988年
- ディック・バッカー (en) 1991年-2005年
- ヴィンス・メンドーザ 2005年-2013年
- ジュレス・バックレイ (en) 2013年‐現在

## ディスコグラフィ

### アルバム
メトロポールオーケストラのアルバムは、世界中の有名アーティストと共演、共作している。
Charting
| 年   | アルバム | ランクイン   | ランクイン    | ランクイン    | ランクイン | ランクイン | ランクイン | ランクイン | ランクイン | 承認(en) |
| 年   | アルバム | オーストリア | ウルトラ (Vl) | ウルトラ (Wa) | チャート   | FRA        | チャート   | オランダ   | スイス     | 承認(en) |
| ---- | --- | ------------ | ------------- | ------------- | ---------- | ---------- | ---------- | ---------- | ---------- | --- |
| 2006 | マイ・フレイム・バーンズ・ブルー - My Flame Burns Blue - クレジット: エルヴィス・コステロ With メトロポール・オーケストラ - リリース: 2006年2月28日 - レーベル: Deutsche Grammophon                        | -            | -             | -             | -          | -          | -          | -          | -          | |
| 2006 | The Look of Love - Burt Bacharach Songbook - クレジット: トレインチャ・オーステルハウス＆メトロポール・オーケストラ - リリース: 2006年 - レーベル: Blue Note, EMI                                          | -            | 27            | -             | -          | -          | -          | 1          | -          | |
| 2007 | サウンド・セオリーズVol.1 & 2 - Sound Theories Vol. I & II - クレジット: スティーヴ・ヴァイ With メトロポール・オーケストラ - リリース:2007年6月26日 - レーベル: Epic, Red Ink                             | -            | -             | -             | -          | -          | -          | -          | -          | |
| 2009 | Ivan Lins & The Metropole Orchestra - クレジット: イヴァン・リンス With メトロポール・オーケストラ - リリース: 2009年8月 - レーベル: Discmedi                                                              | -            | -             | -             | -          | -          | -          | -          | -          | ラテン・グラミー賞 (Latin Grammy Award) 最優秀ブラジリアン・アルバム (Latin Grammy Award for Best MPB Album) |
| 2010 | 54 - クレジット: ジョン・スコフィールド＆メトロポール・オーケストラ - リリース: 2010年5月10日 - レーベル: Emarcy                                                                                           | -            | -             | -             | -          | -          | -          | -          | -          | |
| 2010 | Alive Till I'm Dead - クレジット: プロフェッサー・グリーン(en)＆メトロポール・オーケストラ - リリース: 2010年6月25日 - レーベル: Virgin Records                                                            | -            | -             | -             | -          | -          | -          | -          | -          | |
| 2011 | Black Symphony (live album) - クレジット: ウィズイン・テンプテーション＆メトロポール・オーケストラ - リリース:2008年9月22日 - レーベル: ロードランナー、 GUN                                               | 36           | 16            | 24            | 32         | 77         | 17         | 3          | 25         | |
| 2011 | Basement Jaxx vs Metropole Orkest - クレジット: ベースメント・ジャックス＆メトロポール・オーケストラ - リリース:2011年7月11日 - レーベル: Atlantic Jaxx Recordings Ltd.                                    | -            | -             | -             | -          | -          | -          | -          | -          | |
| 2012 | Gold Dust - クレジット: ジョナサン・ジェレミア(en) with メトロポール・オーケストラ - リリース:2012年10月22日 - レーベル: Island                                                                            | -            | 49            | -             | -          | -          | -          | 12         | -          | |
| 2012 | Perfect Vision - The Esquivel Sound - クレジット: メトロポール・オーケストラ - リリース: 2012 - レーベル: Basta                                                                                            | -            | -             | -             | -          | -          | -          | -          | -          | エディソン賞ノミネート（ワールドミュージック）                                                               |
| 2013 | Sweet Soul Music - クレジット: エドシリア・ロンブレー(en) with メトロポール・オーケストラ - リリース:2013年4月 - レーベル: D.E.M.P.                                                                        | -            | -             | -             | -          | -          | -          | 7          | -          | |
| 2013 | Amsterdam Meets New Tango - クレジット: パブロ・シーグレル with メトロポール・オーケストラ - リリース:2013年4月 - レーベル: Zoho Music                                                                     | -            | -             | -             | -          | -          | -          | -          | -          | |
| 2014 | Laura Mvula With Metropole Orkest - クレジット: ラウラ・ムブラ(en) with メトロポール・オーケストラ - リリース: 2014年6月 (デジタルダウンロード) - リリース: 2014年8月 (CD, Vinyl) - レーベル: RCA          | -            | -             | -             | -          | -          | -          | -          | -          | |
| 2015 | Karmaflow: The Rock Opera Videogame - The Original Soundtrack - クレジット: メトロポール・オーケストラ - リリース: 2015年4月30日 (CD, ダウンロード) - レーベル: BaseCamp Games                             |              |               |               |            |            |            |            |            | |
| 2016 | Compleet,Volmaakt, Het Einde - Credited to: Gordon, メトロポール・オーケストラ - Released: 2016年11月 (CD, digital download) - Record Label: Berk Music                                                    |              |               |               |            |            |            |            |            | |
| 2018 | 『ザ・モンク：ライヴ・アット・ビムハウス』 - The Monk: Live at Bimhuis - Credited to 挾間美帆, メトロポール・オーケストラ - Released: 2018年2月14日 (CD) - Record Label: Universal Music Classical         |              |               |               |            |            |            |            |            | |
| 2018 | Scripted Orkestra - Credited to: Henrik Schwarz, メトロポール・オーケストラ - Released: 2018年5月25日 (CD, LP) - Record Label: 7k!                                                                         |              |               |               |            |            |            |            |            | |
| 2018 | What Heat - Credited to: Bokanté, メトロポール・オーケストラ - Released: 2018年9月28日 (CD, digital download, LP) - Record Label: Real World Records Ltd.                                                  |              |               |               |            |            |            |            |            | |
| 2018 | 『ジェシー Vol. 1』 - Djesse Vol. 1 - Credited to: ジェイコブ・コリアー, メトロポール・オーケストラ, Jules Buckley - Released: 2018年12月7日 (digital download, streaming) - Record Label: Hajanga Records |              |               |               |            |            |            |            |            | |

## 受賞歴
| 年   | 賞                                      | 作品 |
| ---- | --------------------------------------- | --- |
| 1996 | 第68回アカデミー賞                      | アントニア : アカデミー外国語映画賞 ※サウンドトラック演奏 |
| 2011 | 第53回グラミー賞                        | 最優秀インストゥルメンタル編曲："Carlos" – ヴィンス・メンドーザ（編曲者） （ジョン・スコフィールド、ヴィンス・メンドーザ、メトロポール・オーケストラ『54』所収） |
| 2011 | ラテン・グラミー賞 (Latin Grammy Award) | 最優秀ブラジリアン・アルバム (Latin Grammy Award for Best MPB Album) ： イヴァン・リンス＆メトロポール・オーケストラ『Ivan Lins & The Metropole Orchestra』      |

## 参照
1. ↑  Musiker, Reuben & Musiker, Naomi (1998). Conductors and Composers of Popular Orchestral Music: A Biographical and Discographical Sourcebook. Westport, Connecticut: Greenwood Press. pp. 263?265. ISBN 0-313-30260-X.
2. ↑  “The Metropole Orkest”.   En.metropoleorkest.nl. 2011年7月24日時点のオリジナルよりアーカイブ。2010年11月28日閲覧。
3. ↑  home ≫ Metropole Orkest Archived 2009年10月7日, at the Wayback Machine.. www.mo.nl/en. Retrieved on 2013-08-07.
4. ↑  Basement Jaxx: Basement Jaxx Vs Metropole Orkest, CD review. Telegraph (2011-07-07). Retrieved on 2013-08-07.
5. ↑  Steffen Hung. “AustrianCharts.com: Metropole Orkest page (O3 Austria Top 40)”.   Austriancharts.at. 2014年1月22日閲覧。
6. ↑  “Ultratop.be/nl/: Metropole Orkest page (Ultratop 50)”.   Ultratop.be. 2014年1月22日閲覧。
7. ↑  “Metropole Orkest page (Ultratop 40”.   Ultratop.be. 2014年1月22日閲覧。
8. ↑  Steffen Hung. “Metropole Orkest page (The Official Finnish Charts”.   FinnishCharts.com. 2014年1月22日閲覧。
9. ↑  Steffen Hung. “Metropole Orkest page (SNEP French Singles Chart”.   LesCharts.com. 2014年1月22日閲覧。
10. ↑  Steffen Hung. “Metropole Orkest page (German Media Control German Charts”.   GermanCharts.com. 2014年1月22日閲覧。
11. ↑  Steffen Hung. “DutchCharts.com: Metropole Orkest page (Dutch Top 40)”.   Dutchcharts.nl. 2014年1月22日閲覧。
12. ↑  Steffen Hung. “Hitparad.ch: Metropole Orkest page”.   Hitparade.ch. 2014年1月22日閲覧。
13. ↑   (オランダ語) Compleet, volmaakt het einde - Gordon - Muziekweb 2018年12月25日閲覧。
14. ↑  “挾間美帆／メトロポール・オーケストラ・ビッグバンド「ザ・モンク：ライヴ・アット・ビムハウス」 | UCCJ-2152 | 4988031262528 | Shopping”. Billboard JAPAN. 2018年12月25日閲覧。
15. ↑   (オランダ語) Scripted orkestra - Henrik Schwarz - Muziekweb 2018年12月25日閲覧。
16. ↑  “Luister nu naar Djesse vol. 1” (オランダ語). Metropole Orkest (2018年12月7日). 2018年12月25日閲覧。